# Pristimantis ecuadorensis
Espèce
Pristimantis ecuadorensis est une espèce d'amphibiens de la famille des Craugastoridae.

## Description
Les deux spécimens mâles adultes capturés ont une longueur museau-évent de 2,5 à 2,8 cm et les femelles de 3,7 à 4,1 cm (quatre spécimens). Le corps est relativement robuste. La peau est lisse. Le museau est arrondi. Le canthus rostralis est distinct. Le tympan est ovale et bien visible. Les doigts ont de petits disques et des franges dermiques mais n'ont pas de palme. De plus, les orteils ont des franges cutanées mais pas de palmes ; les disques d'orteil sont élargis en coussinets. Le dos est jaune verdâtre avec des rayures noires transversales qui peuvent former un motif réticulé. Il y a des rayures canthales et interorbitales noires. Les avant-bras et les pattes sont jaune verdâtre avec des rayures noires. Le ventre est jaune uniforme. L'iris est bleu clair à vert grisâtre ou jaune grisâtre.

## Répartition
Pristimantis ecuadorensis n'est connue que dans trois localités voisines sur les pentes occidentales des Andes équatoriennes dans les provinces de Cotopaxi et de Pichincha. Avant sa description en tant que nouvelle espèce en 2017, elle était confondue avec Pristimantis ornatissimus. Telle qu'actuellement définie, P. ornatissimus se rencontre à des altitudes inférieures à 1 100 m, tandis que Pristimantis ecuadorensis se trouve de 1 450 à 1 480 m.

## Écologie
Pristimantis ecuadorensis vit dans la forêt primaire ainsi que dans les plantations de bananes ou de canne à sucre bordant la forêt indigène. Elles s'abritent à l'aisselle des feuilles des broméliacées, des Heliconia et des frondes des palmiers Ceroxylon et Wettinia. On peut les trouver perchées au sommet des feuilles ou dans l'aisselle de feuilles de 15 cm à 1,50 m du sol, dans des feuilles plissées ou de la mousse de plantes épiphytes. 
Des échantillons fécaux suggèrent que leur régime alimentaire se compose de divers arthropodes avec des restes de coléoptères, de grillons et d'araignées.

## Publication originale
- (en) Juan M. Guayasamin, Carl R Hutter, Elicio E Tapia, Jaime Culebras, Nicolás Peñafiel, Robert Alexander Pyron, Carlos Morochz, W Chris Funk et Alejandro Arteaga, « Diversification of the rainfrog Pristimantis ornatissimus in the lowlands and Andean foothills of Ecuador », PLOS One, PLoS, vol. 12, no 3,‎ 22 mars 2017, e0172615 (ISSN 1932-6203, OCLC 228234657, PMID 28329011, PMCID 5362048, DOI 10.1371/JOURNAL.PONE.0172615).